# Tradescantia umbraculifera
Tradescantia umbraculifera är en himmelsblomsväxtart som beskrevs av Hand.-mazz. Tradescantia umbraculifera ingår i släktet båtblommor, och familjen himmelsblomsväxter. Inga underarter finns listade.